# Meble szkieletowe

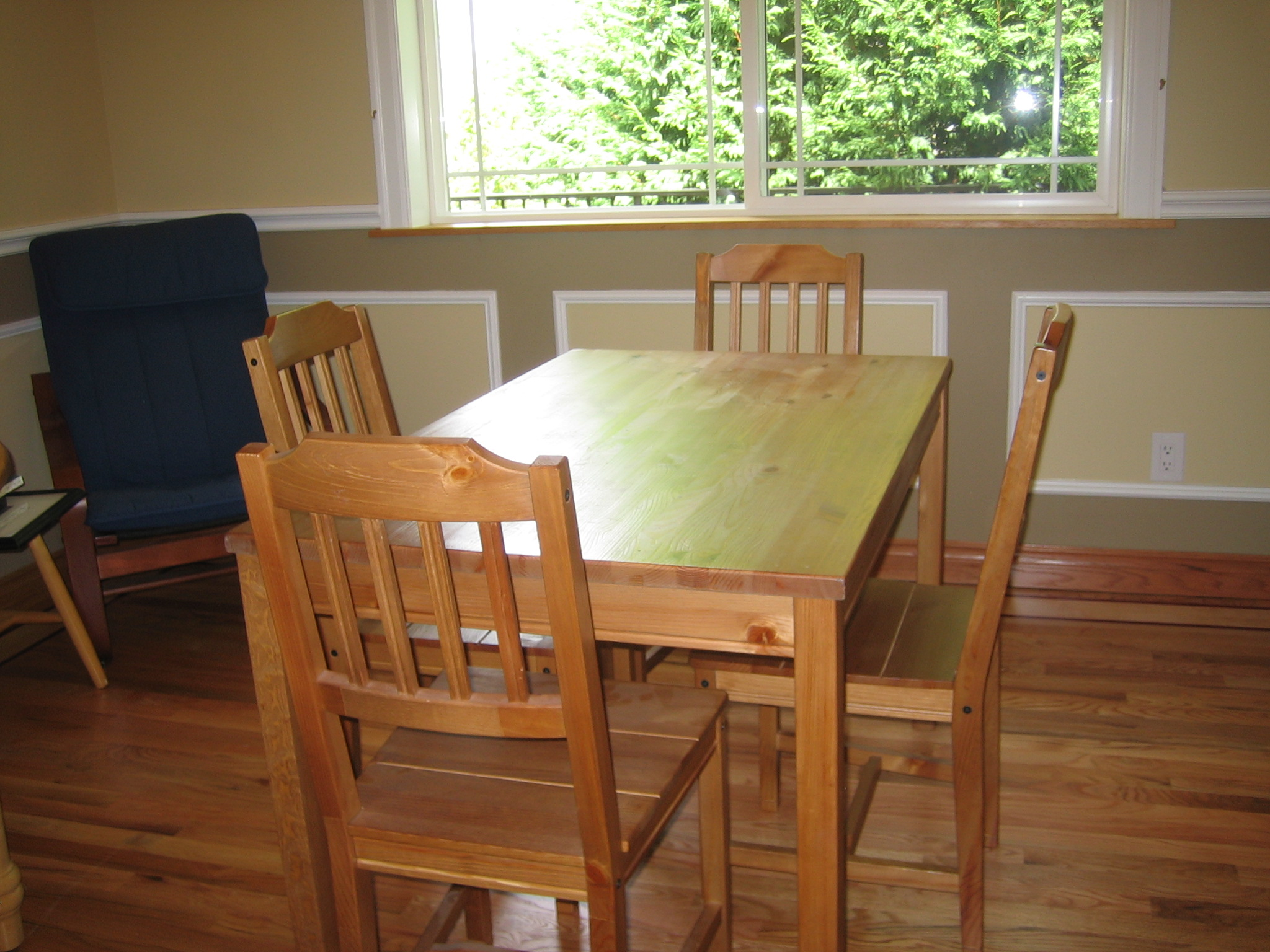
Meble szkieletowe – stół z krzesłami o konstrukcji oskrzyniowej

Meble szkieletowe – jedna z dwu podstawowych grup, na które dzieli się meble ze względu na ich konstrukcję – drugą grupą są meble skrzyniowe.
O przynależności mebla do danej grupy decyduje przewaga elementów konstrukcyjnych. Meble szkieletowe składają są z elementów nie zamykających przestrzeni (jak to ma miejsce w przypadku mebli skrzyniowych), lecz tworzą szkielet na którym wsparte są pozostałe części mebla, takie jak np.: siedzisko, oparcie, blat lub płyta robocza.
Do tej grupy mebli należą np.: stoły, krzesła, fotele, łóżka, taborety. 
W obrębie mebli szkieletowych występuje podział na konstrukcje:
- bezoskrzyniowe,
- oskrzyniowe,
- kolumnowe,
- deskowe,
- stojakowe,
- krzyżakowe.